# Trivial (matemática)
En matemática, el término trivial se usa frecuentemente para los objetos (por ejemplo, cuerpos o espacios topológicos) que tienen una estructura muy simple. Para los no matemáticos son a veces más fáciles de visualizar o entender, que otros objetos más complicados.
También se usa el término trivial para referirse a una opción, caso o posibilidad poco interesante o exenta de interés pero que debe mencionarse por un afán de completitud.

## Objetos triviales
Algunos ejemplos incluyen:
- conjunto vacío - el conjunto que no contiene elementos
- grupo trivial - el grupo matemático que contiene solo el elemento identidad

## Casos y soluciones triviales
También, trivial se refiere a soluciones (a una ecuación) que tienen una estructura muy simple, pero que por completitud no pueden ser ignoradas. Dichas soluciones son obvias y sin interés, por tanto "triviales".
Por ejemplo, el último teorema de Fermat se suele enunciar diciendo que no hay soluciones no triviales a la ecuación {\displaystyle a^{n}+b^{n}=c^{n}} cuando n es mayor que 2. Claramente hay algunas soluciones a la ecuación. Por ejemplo, {\displaystyle a=b=c=0} es una solución para cualquier n, tal como a = 1, b = 0, c = 1. Pero dichas soluciones son obvias y sin interés, por tanto "triviales".

## Trivial en las demostraciones
Además, los matemáticos usan la palabra trivial para referirse a un caso fácil de una demostración, el cual por completitud no puede ser ignorado. Por ejemplo, las demostraciones por inducción matemática suelen tener dos partes: una que muestra que si una propiedad es cierta para un cierto valor n entonces también cierto para el valor n+1, y otra parte llamada "caso base" que muestra que la propiedad se cumple para un valor particular, generalmente 0 o 1. El caso base suele ser trivial y frecuentemente se lo identifica como tal. Similarmente, uno podría querer probar que alguna propiedad es poseída por todos los miembros de un determinado conjunto. La parte principal de la prueba considerará el caso de un conjunto no vacío, y examinará los elementos detalladamente; en el caso donde el conjunto esté vacío, la propiedad será poseída trivialmente por todos los elementos, dado que no hay ninguno.

## Etimología
El término "trivial" (de trivialis, triviale) deriva de la palabra latina trivium que era el conjunto de las tres materias más sencillas (lógica, gramática y retórica) típica de la formación medieval, que eran una preparación para las materias más avanzadas o quadrivium. Así, con el tiempo, "trivial" se usó para sugerir que algo era "introductorio" o "sencillo".